# Kipstraat (lied)
Kipstraat is een lied van de Nederlandse rapper Kevin in samenwerking met de Nederlandse rapper JoeyAK. Het werd in 2023 als single uitgebracht en stond in hetzelfde jaar als achtste track op het album Wonderland van Kevin.

## Achtergrond
Kipstraat is geschreven door Kevin de Gier, Joel Hoop en Joey Moehamadsaleh en geproduceerd door Jordan Wayne. Het is een lied uit het genre nederhop. In het lied rappen de artiesten over hun successen. De titel is een verwijzing naar de Rotterdamse straat Kipstraat. Het is niet het eerste nummer dat Kevin uitbrengt met een Rotterdamse straat als titel; eerder deed hij dit al met Gordelweg. De single heeft in Nederland de gouden status.
Het is niet de eerste keer dat de artiesten met elkaar samenwerken. Beide rappers waren in 2021 al te horen op Geen hype.

## Hitnoteringen
De rappers hadden succes met het lied in de hitlijsten van Nederland. Het piekte op de zesde plaats van de Nederlandse Single Top 100 en stond dertien weken in deze hitlijst. De Nederlandse Top 40 werd niet bereikt; het kwam hier tot de derde plaats van de Tipparade.